# Geschützter Landschaftsbestandteil Hecken-Grünland-Komplex Gesenberg
Der Geschützte Landschaftsbestandteil Hecken-Grünland-Komplex Gesenberg mit 3,96 Hektar Flächengröße liegt nordwestlich Uentrop bzw. östlich der A 46 im Stadtgebiet von Arnsberg im Hochsauerlandkreis. Die Fläche wurde 2021 bei der Neuaufstellung des Landschaftsplanes Arnsberg durch den Kreistag des Hochsauerlandkreises als Geschützter Landschaftsbestandteil (LB) ausgewiesen. Im Süden grenzt direkt die Bebauung an.

## Beschreibung
Der LB handelt es sich um einen Hecken-Grünland-Komplex am Gesenberg. Das Gelände wird durch Hecken strukturreich gegliedert. Die Hecken stehen Hecken oft auf Böschungen. Der Landschaftsplan führt aus: „Die ungeschittenen Naturhecken schließen vor allem unterschiedlich intensiv genutzte Wiesen- und Weidenbereiche ein. Hinzu kommen feldgehölzartige Bestände, darunter ein größeres Gehölz im Nordwesten, das von einer Überlandleitung geschnitten wird.“
Der Landschaftsplan führte 2021 bei der Neuaufstellung zum Wert des LB aus: „Das Gebiet zeichnet sich durch seine strukturreiche Heterogenität aus teils artenreichen Wiesen und Weiden und gliedernden Elementen aus Hecken, Klein- und Feldgehölzen aus und hat dadurch auch erhebliche faunistische Bedeutung.“

## Schutzgrund, Verbote und Gebote
Der Geschützte Landschaftsbestandteile haben laut Landschaftsplan eine besondere Funktion für die Gliederung und Belebung des Landschaftsbildes bzw. des umgebenden Offenlandes. Es kommt solchen Objekten in der Regel eine erhöhte Bedeutung als Bruthabitat für Hecken- und Gebüschbrüter zu. Laut Landschaftsplan sind Geschützte Landschaftsbestandteile im Plangebiet durch seinen eigenständigen Charakter deutlich von der sie umgebenden „normalen“ Wald- und Feld-Landschaft zu unterscheiden.
Wie bei allen LB ist es verboten diese zu beschädigen, auszureißen, auszugraben oder Teile davon abzutrennen oder auf andere Weise in seinem Wachstum oder Erscheinungsbild zu beeinträchtigen. Unberührt ist jedoch die ordnungsgemäße Pflege eines LB.
Das LB soll laut Landschaftsplan „durch geeignete Pflegemaßnahmen erhalten werden, solange der dafür erforderliche Aufwand in Abwägung mit ihrer jeweiligen Bedeutung für Natur und Landschaft gerechtfertigt ist.“